# Artur Mas
Artur Mas i Gavarró (født 31. januar 1956) er en spansk politiker og catalansk nationalist. Han var præsident for Cataloniens regering fra 2010 til 2015 og fungerende præsident fra september 2015 til 12. januar 2016.
Mas er medlem af den demokratiske konvergens i Catalonien (CDC), der tidligere var det største af de to medlemmer - sammen med Unió Democràtica de Catalunya - af den langvarige valgkoalition, Convergència i Unió (CiU), en liberal nationalistisk koalition, der havde domineret catalansk politik siden 1980'erne. I 2001 blev Mas udnævnt til generalsekretær for CDC, derefter blev han i 2012 udnævnt til præsident for partiet, indtil partiet blev nystiftet i juli 2016 som PDeCAT, som han var formand for mellem juli 2016 og januar 2018.
Mellem 2003 og 2015 har Mas stillet op fem gange til det catalanske formandskab, fire gange for CiU og en gang fro den nye Junts pel Sí- koalition. Han opnåede præsidentvalget ved to valg, 2010 og 2012 (begge gange for CiU), men opnåede aldrig absolut flertal . I mangel af flertalspartier var begge mandatperioder præget af politisk ustabilitet og endte med, at Mas udskrev et hurtigt valg.
Mas er en økonom, og han har fået sin grad fra Barcelonas Universitet. Han taler flydende engelsk og fransk ud over catalansk og spansk.
Hans ideologi har en tendens til at blive betragtet som liberal set fra økonomisk synspunkt. Når det gælder værdipolitik, har han for det meste støttet en moderat dagsorden i adskillige spørgsmål, såsom homoseksuelle rettigheder, men ikke ægteskab af samme køn  og fri debat om sit parti om abort.
I 2010 indikerede Mas for første gang, at han ville stemme 'ja' ved en hypotetisk folkeafstemning for at løsrive sig fra Spanien. Siden da er suverænitet og catalansk uafhængighed blevet den centrale del af hans politiske dagsorden,  idet Mas var medvirkende til at CDCs blev pro-separatisme.